# ベルン-レッチュベルク-シンプロン鉄道Ae485形電気機関車

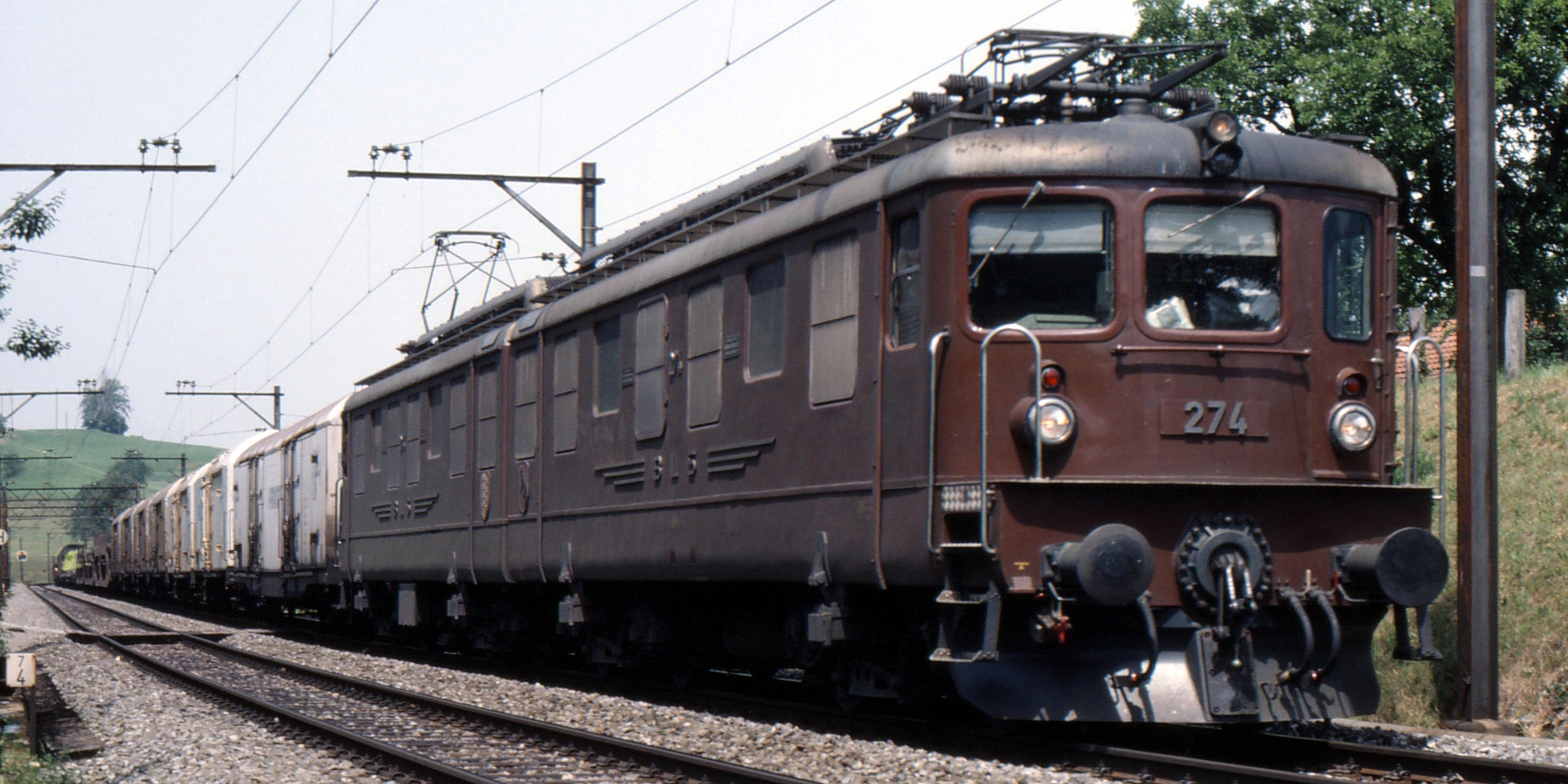
Re485 274号機、貨物列車を牽引

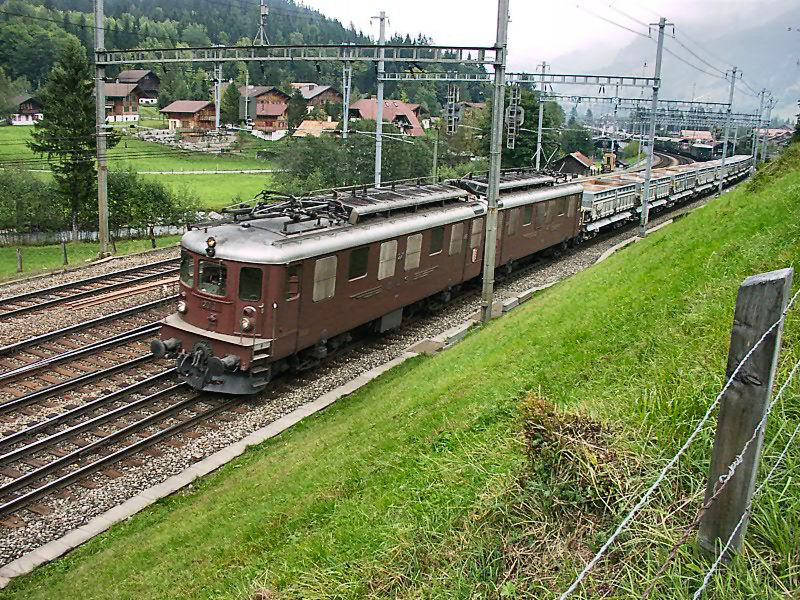
Re485 273号機、貨物列車を牽引

ベルン-レッチュベルク-シンプロン鉄道Ae485形電気機関車(ベルン-レッチュベルク-シンプロンてつどうAe485がたでんきかんしゃ)は、スイスの大手の私鉄であったベルン-レッチュベルク-シンプロン鉄道やその後身であるBLSレッチュベルク鉄道で使用された電気機関車である。

## 概要
アルプス越えルートの一つであるレッチュベルクルートを擁するベルン-レッチュベルク-シンプロン鉄道（Bern-Lötschberg-Simplon-Bahn（BLS））では、旧型のロッド式のBe5/7形とウエスティングハウス式クイル駆動のAe6/8形と当時世界でも最新鋭の軽量全軸駆動のAe4/4形を主力機関車として使用していたが、レッチュベルクルートを通過する国際貨物列車を900tとすることとなったために製造されたのが本機であり、Ae4/4形を片運転台化して2両永久連結とした機関車で、Bo'Bo'+Bo'Bo'の車軸配置および高圧タップ切換制御により、高い曲線通過性能と、27パーミルで900tの列車を牽引可能な最大470kNの牽引力を持つ8軸・160tの強力機である。1959-63年に3両が製造され、その後1965、66年にAe4/4形4両から2両が改造され、その後UIC方式の新しい形式名であるAe485形となって2004年まで使用されている。なお、車体、機械部分、台車の製造をSLMが、電機部分、主電動機の製造をBBCが担当している。
各機体の機番と製造年、Ae4/4形（Ae415形）からの改造履歴、改造年、廃車年は以下の通り
- 271 - 1959年 - 2003年
- 272 - 1962年 - 2003年
- 273 - 1963年
- 274 - 1965年 - Ae4/4 253(I)+254(II)[8] - 2004年
- 275 - 1966年 - Ae4/4 255(I)+256(II)- 2004年

## 仕様

### 車体
- 基本的にはベースとなったAe4/4形と同一で、Ae6/8形以来のデッキ付で正面が丸みを帯びたデザインとなっており、正面は車体と一体となったデッキに2枚窓＋乗務員室扉の構成で、窓下部左右に大型の丸型前照灯と右側の前照灯上に標識灯を、屋根正面中央に小型の丸型前照灯と標識灯を設置しており、連結面は運転室やデッキは設置されず機器室となっているがほぼ何も設置されておらず、固定連結器と貫通幌で連結されている。側面中央部は平滑で窓が6箇所設置され、車体端から2箇所目の2箇所が内開式の採光窓、4箇所がルーバーとなっており、ルーバーはAe4/4形の増備機から採用された拡大形となっている。また、連結面寄の端部は片側にのみ採光窓が設置されている。連結器はねじ式連結器で丸型の緩衝器（バッファ）が左右、フック・リングが中央にあるタイプである。
- 屋根は先頭側にパンタグラフと開閉器、中央部には発電ブレーキ用の抵抗器が設置されており、2両の両端のパンタグラフ間には母線が引通されている。なお、屋根はパンタグラフ・屋根上機器部分の取外しが可能な構造となっている。
- 台枠は鋼材を箱型に組んで構成されており、台車もその中にはまり込む形で装備され、両端部にはスカートが取付けられている。機器室はZ形に通路が配置され、中央に変圧器とタップ切換装置、変圧器用油ポンブを搭載し、台車上部を高床として主電動機用送風機、主変圧器用油冷却器などを設置している。なお、前後2両は同一の機体を方向転換して連結しており、2両の室内や床下の機器配置は点対称となっている。
- 運転室は内開き式の正面扉から出入りして側面は下落し式の窓が設置されるのみで乗務員室扉のない構造となっており、ドイツで一般的な円形のハンドル式のマスターコントローラーが設置されている。なお、スイス国鉄の機体とは異なり、レーティッシュ鉄道の機体と同じ右側運転台となっている。
- 塗装
  - 車体塗装は茶色をベースとして、デッキ手すりと正面窓枠が磨き出しとなっており、正面窓下と側面中央に機番の切抜文字が、側面中央の機番の下にBLSの切抜文字と、その両脇に3本ずつのクロームの線が翼状に設置されている。正面窓下の機番はプレートで取付けられているが、位置は機体や時期により若干の変化がある。
  - 車体側面の連結面寄の連結面を挟んで左側の車体にベルン州の、右側の車体にヴァレー州の紋章が設置されている。
  - 屋根上機器と屋根やミディアムグレーでルーバーのみ銀色、床下機器と台車、スカートはダークグレーである。

### 走行機器
- 走行機器はAe4/4形とほぼ同じであるが、主変圧器の容量を2700kVAから3080kVAに変更して、出力を1両2940kWから6468kW（いずれも1時間定格）に増強している。
- 制御方式は高圧タップ切換制御により交流整流子電動機を制御する方式で、タップ切換器はAe4/4の空気モーター式から電磁空気式に変更され、タップ切換も28段から32段とされており、主電動機は4台永久並列接続である。
- 主変圧器は小型軽量化された油冷式のラジアル積層コアトランスで容量は3080kVA、入力15kV、出力は走行用、列車暖房用、補機駆動用があり、油冷却はファンによる強制通風式である。
- ブレーキ装置は電気ブレーキを外部電源より他励界磁を制御する発電ブレーキ[9]として屋根上にブレーキ用抵抗器を搭載しているほか、空気ブレーキ、手ブレーキを装備し、基礎ブレーキ装置は両抱き式である。
- 主電動機は一時間定格出力809kW、最大電圧475VのBBC製交流整流子電動機 を8台搭載し、1時間定格牽引力300kN、最大牽引力470kNの性能を発揮する。冷却は台車毎の2台のファンによる強制通風式で、冷却気は車体側面のルーバー吸入されて主電動機へ導かれる。
- 台車は軸距3250mm、車輪径1250mmの鋼板溶接組立式台車で、1両の前後の台車をリンクで接続し、曲線区間での台車変位を均等なものとしてレールとの横圧を減らす方式としている。
- 軸箱支持方式は円筒案内式、牽引力伝達は台車枠の下を通る車体支持梁と台車枠横梁間のセンターピン間で伝達され、枕バネはAe4/4形の重ね板バネから積層ゴムブロックに変更され、軸バネはコイルバネとしている。主電動機は台車枠に装荷されて中空軸平行カルダン駆動方式の一種であるBBCのディスクドライブ式の駆動装置で動輪に伝達される方式となっている。
- そのほか、パンタグラフは菱形1両に1台、主開閉器は空気式、補機類は主電動機送風機4台、発電ブレーキ用励磁装置、オイルポンプ、電動空気圧縮機各2台と36V100Ahの蓄電池などを搭載している。

### 改造
- 車体側面の連結面寄にルーバーが設置され、屋根肩部に採光用の窓が設置されている。
- 当初ルーバーは横目であったが縦目で中央横方向に補強が入るものに変更され、塗装も銀色となっている。
- 前面の標識灯や機番の数、位置、形状などは時代によって細かな変化がある。

### 主要諸元
- 軌間：1435mm
- 電気方式：AC15kV 16.7Hz 架空線式
- 最大寸法：全長30230mm、全幅3120mm、全高4500mm（パンタグラフ折畳時）、屋根高3800mm
- 軸配置：Bo'Bo'+Bo'Bo'
- 軸距：3250mm
- 台車中心間距離：8250mm
- 自重：160t
- 走行装置
  - 主制御装置：高圧タップ切換制御
  - 主電動機：交流整流子電動機×8台（1時間定格出力：809kW/395V/2300A、最大電圧475V）
  - 減速比：2.222
- 牽引力
  - 牽引力：300kN（1時間定格出力、75km/h）、470kN（最大出力）
  - 牽引トン数：900t（27パーミル、75km/h）
- 最高速度：125km/h
- ブレーキ装置：発電ブレーキ、空気ブレーキ、手ブレーキ

## 運行・廃車
- ベルンとブリーク間のレッチュベルクルート（レッチュベルクトンネル）を越える貨物列車に主に使用されている。
- 1990年代以降にスイス連邦鉄道（スイス国鉄）Re460形やRe465形、Re485形が使用されるようになると次第に運用からはずれ、1998年の火災により放置されていた271、272号機が2003年に廃車になり、274、275号機は2004年に廃車となっている。
- 2002年には特別列車を牽引してスイス国鉄のゴッタルド線で使用されている。
- 273号機も2004年に定期運用から外れているが、BLSレッチュベルク鉄道、BLS AGで「歴史的機関車」として動態保存されてイベント列車等を牽引している。また、275号機がVHS[10]で保存されていたが、2006年にBLSへ戻っている。